# Stefan Cohn-Vossen
Stefan (eller Stephan) (Emmanuilovitj) Cohn-Vossen, född 28 maj 1902 i Breslau, död 25 juni 1936 i Moskva, var en tysk matematiker som nu är mest känd för boken Anschauliche Geometrie i  samarbete med David Hilbert 1932. Cohn-Vossen-transformation och Cohn-Vossens olikhet är också uppkallade efter honom.
Han föddes i det då tyska Breslau, numera polska Wrocław. Han disputerade 1924 vid dåvarande Universität Breslau (nu Uniwersytet Wrocławski) under ledning av Adolf Kneser. Han blev professor vid Universität zu Köln 1930.
Han stängdes av från undervisning 1933 enligt Lagen om återupprättande av tjänstemannakåren eftersom han var av judisk börd. Strax efteråt emigrerade han till Locarno i Schweiz och därifrån, via Zürich, till Sovjetunionen med viss hjälp av Herman Müntz där han 1935 fick tjänst vid Leningrads universitet. Han dog i Moskva av lunginflammation

## Skrifter och verk
- Med Hilbert: Anschauliche Geometrie. Springer 1932, 1996.
- Singularitäten konvexer Flächen. Mathematische Annalen Bd. 97, Nr. 1, 1927, sid. 377-386.
- Die parabolische Kurve, Mathematische Annalen, Bd. 99, Nr. 1, 1928, S. 273-308.
- Unstarre geschlossene Flächen. Mathematische Annalen Bd. 102, Nr. 1, 1930, sid. 10-29.
- Kürzeste Wege und Totalkrümmung auf Flächen, Compositio Mathematica, Bd. 2, 1935, sid. 69-133.
- Existenz kürzester Wege. Compositio Mathematica, Bd. 3, 1936, sid. 441-452.
- Die Kollineationen des n-dimensionalen Raumes, Mathematische Annalen, Bd. 115, Nr. 1, 1938, sid. 80-86.